# My Own Grave
My Own Grave ist eine schwedische Death-Metal-Band aus Sundsvall, die im Jahr 2001 gegründet wurde.

## Geschichte
Die Band wurde im April 2001 gegründet. In den Folgejahren erschienen vier Demos, bis die Band im Jahr 2004 einen Vertrag bei Karmageddon Media erreichte. Das Debütalbum Unleash wurde in Tore „Necromorbus“ Stjernas Necromorbus Studio aufgenommen und wurde von Sverker „Widda“ Widgren (Diabolical, Demonical) produziert. Das Album erschien im Januar 2006. Da das Album größtenteils aus Liedern der vorangegangenen Demos bestand, schrieb die Band bereits an neuen Liedern. Im Dezember 2006 hielt die Band eine Tournee durch Europa mit Setherial ab, wobei auf dieser die EP Unholy verkauft wurde, die die neu geschriebenen Lieder enthielt. Die EP erschien offiziell im März 2007. Im selben Jahr ging die Band zusammen mit Bands wie Vital Remains und God Among Insects auf eine Tournee durch Skandinavien. Im April 2008 beendete die Band die Arbeiten zu ihrem zweiten Album. Das Album Necrology wurde im Studio der Band, dem Studio Blastbeat in Sundsvall, von September bis November 2008 aufgenommen. Abgemischt und gemastert wurde das Album von Dan Swanö im Unisound Studio. Das Album erschien nach etwas Verzögerung am 20. Juli 2010 bei Pulverised Records. Im Februar 2010 trat die Band zusammen mit Deathbound als Vorgruppe auf Demonicals Europatournee auf. Nach dieser verließ Gitarrist Stefan Kihlgren die Band.

## Stil
Die Band spielt klassischen Death Metal, wobei die Musik mit der von Demonical vergleichbar ist, wobei My Own Grave jedoch einen höheren Wert auf Tempo, Aggression und Brutalität legen.

## Diskografie
- 2001: New Path / Same Path (Demo, Eigenveröffentlichung)
- 2002: Dissection of a Mind (Demo, Eigenveröffentlichung)
- 2003: Blood and Ashes (Demo, Eigenveröffentlichung)
- 2004: Progression Through Deterioration (Demo, Eigenveröffentlichung)
- 2006: Unleash (Album, Karmageddon Media)
- 2007: Unholy (EP, Pulverised Records)
- 2009: Necrology (Album, Pulverised Records)